# Katerythrops
Katerythrops (лат.) — род ракообразных семейства Mysidae из отряда Мизиды.

## Описание
Представители рода отличаются от других мизид следующими признаками: тельсон треугольной формы, длиннее своей ширины; боковой край голый; на вершине с 2 парами шипов, без пары перистых щетинок. Плеоподы самцов двуветвистые, 1-я пара с многосуставным экзоподом и несращенным эндоподитом; 2—5-я пары с многочлениковыми экзоподом и эндоподитом. Первый переопод (ходильная нога) имеет хорошо развитый экзопод (внешняя ветвь), карпопроподы эндопода (внутренняя ветвь) с 3-й по 8-ю ветвь переопод делится на подсегменты, и на эндоподе уропод (задних придатках) есть статоцисты.

## Классификация
Род Katerythrops был впервые выделен в 1905 году и включает представителей, обитающих на глубинах до 3000 м, с длиной тела от 5 до 12 мм.
- Katerythrops oceanae Holt & Tattersall, 1905 — на глубинах до 3000 м, 15N — 40S (длина тела около 10 мм)[6]
- Katerythrops resimorus O. Tattersall, 1955
- Katerythrops tattersalli Illig, 1930
- Katerythrops triangulatus Panampunnayil, 1977[7]